# Український культурний центр
Український культурний центр — некомерційна організація, яка поставила собі за мету просувати та зберігати українську культуру в Естонії. Вона була заснована 2002 році.

## Розташування та керівництво
Директором Українського культурного центру є Анатолій Лютюк.
Адреса центру: вулиця Лабораторіумі, 22.

## Мета та завдання
Центр є місцем, де українці можуть вдосконалити свою мову, плекати свою культуру та традиції.
Водночас він дозволяє естонцям та людям інших національностей більш детально ознайомитися з українською культурою. Український культурний центр не пов'язаний з будь-якою конфесією і відкритий для всіх людей.

## Діяльність
Виконуючи свої просвітницькі завдання, центр створив:
- школу;
- бібліотеку;
- музей[1].

Також центр організовує виставки для презентації широкому загалу традиційних українських ремесел, мистецтва та народної музики.
Український культурний центр збирає зимовий одяг, взуття, фінансові пожертви для українців, які постраждали та були поранені у війні на сході України.

## Галерея

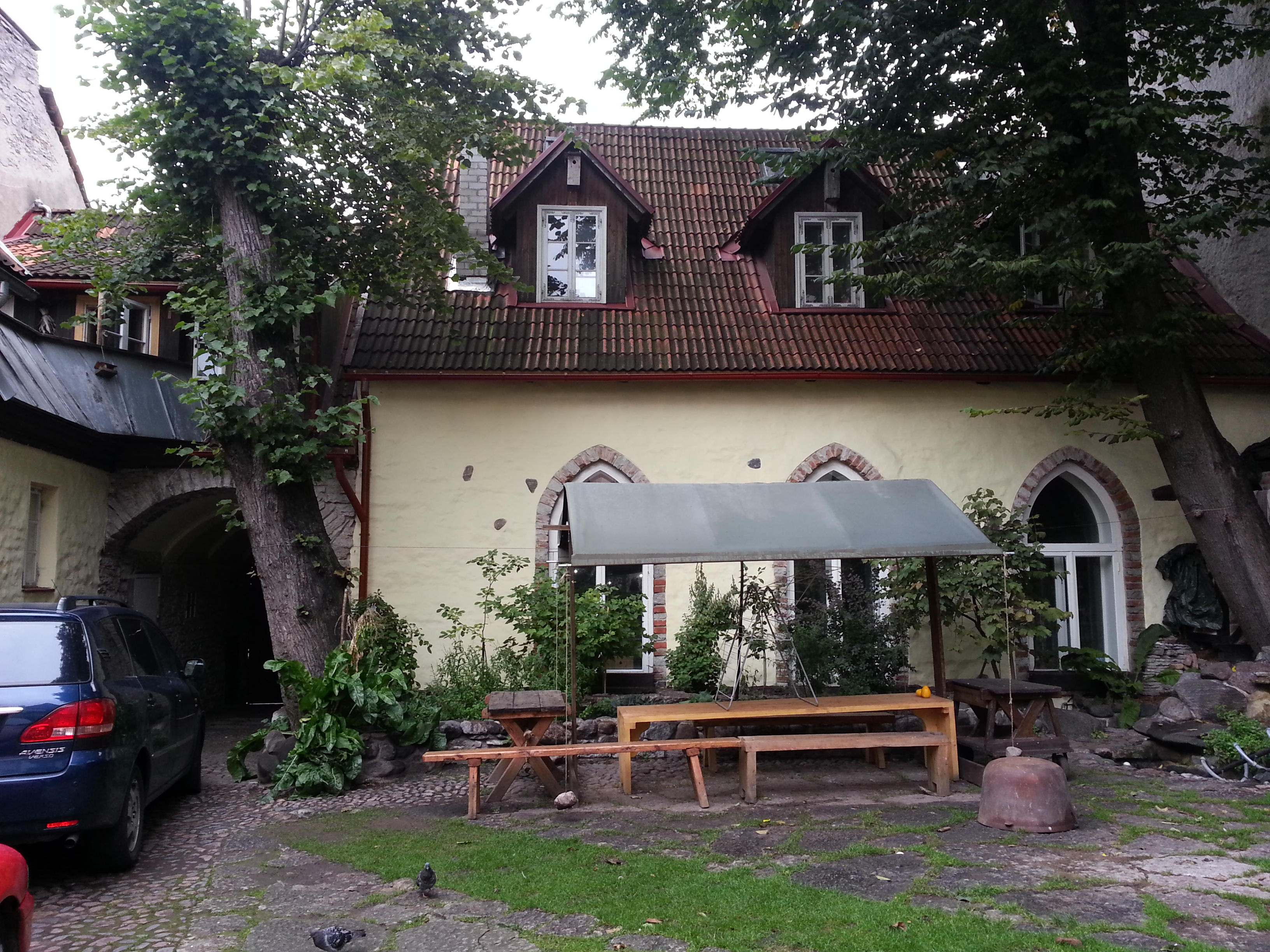
Будівля Українського культурного центру
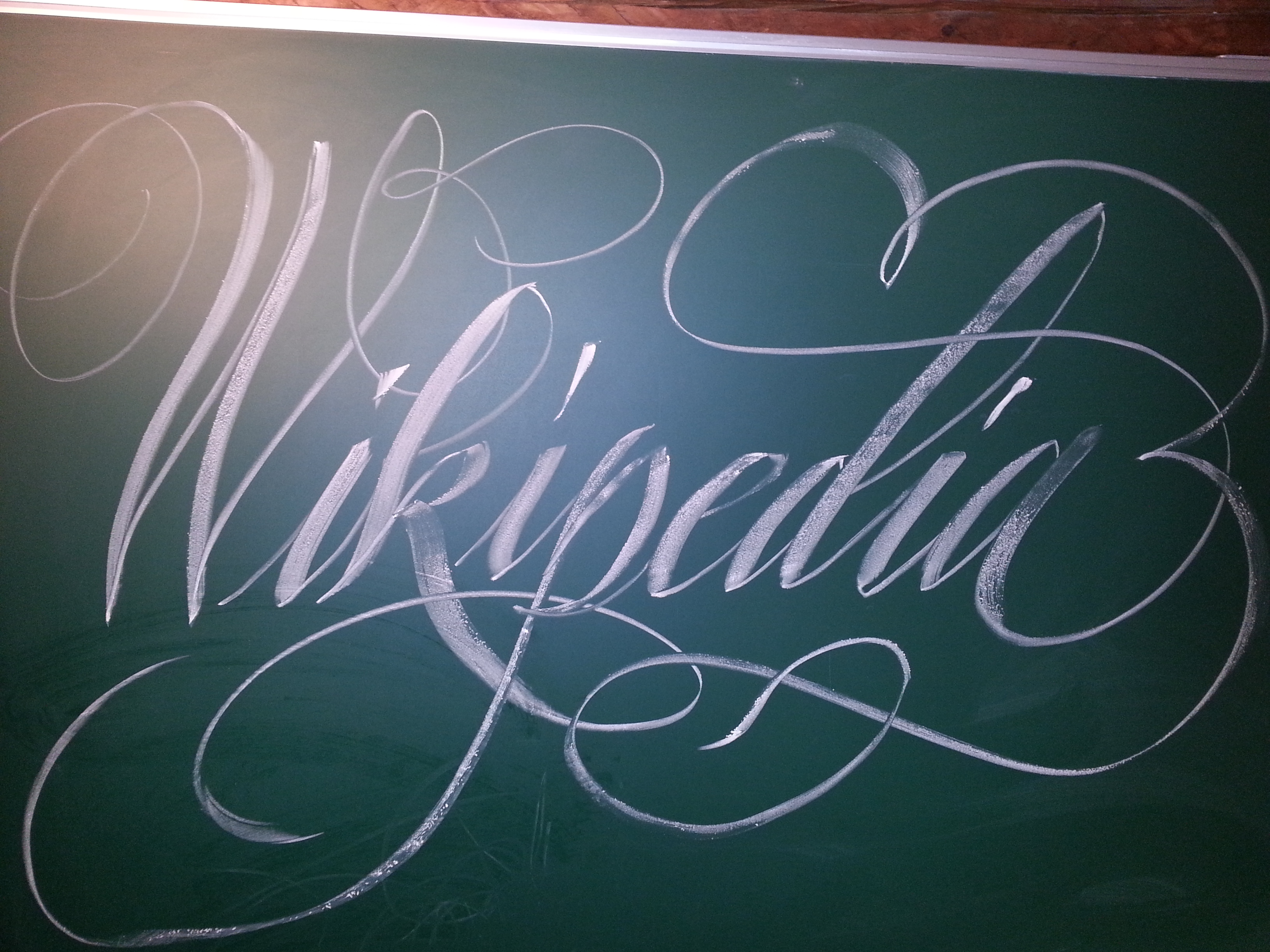
Демонстрація каліграфії з використанням слова "Wikipedia" в Українському культурному центрі
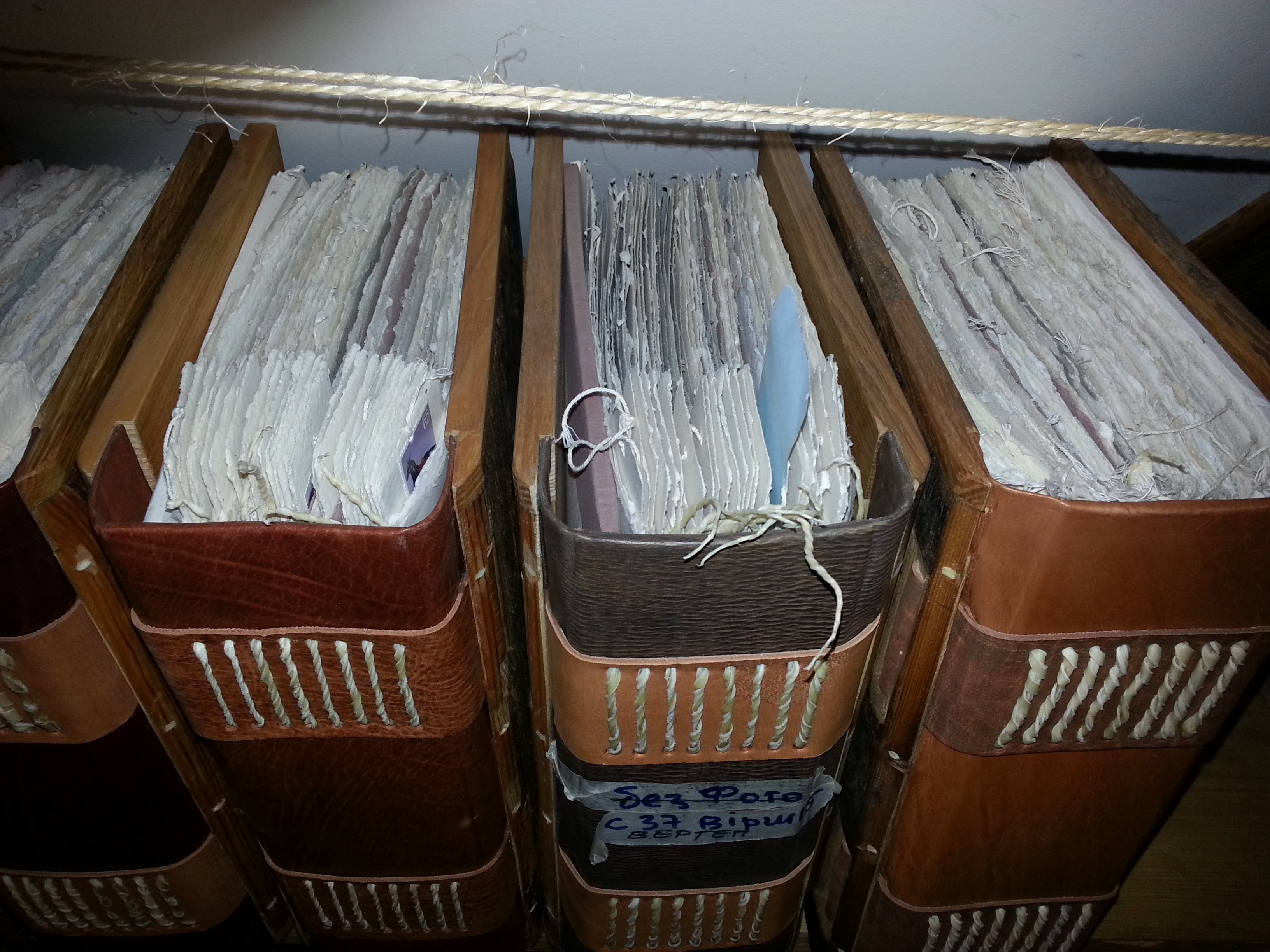
Книги та папір ручної роботи з майстерень в Українському культурному центрі
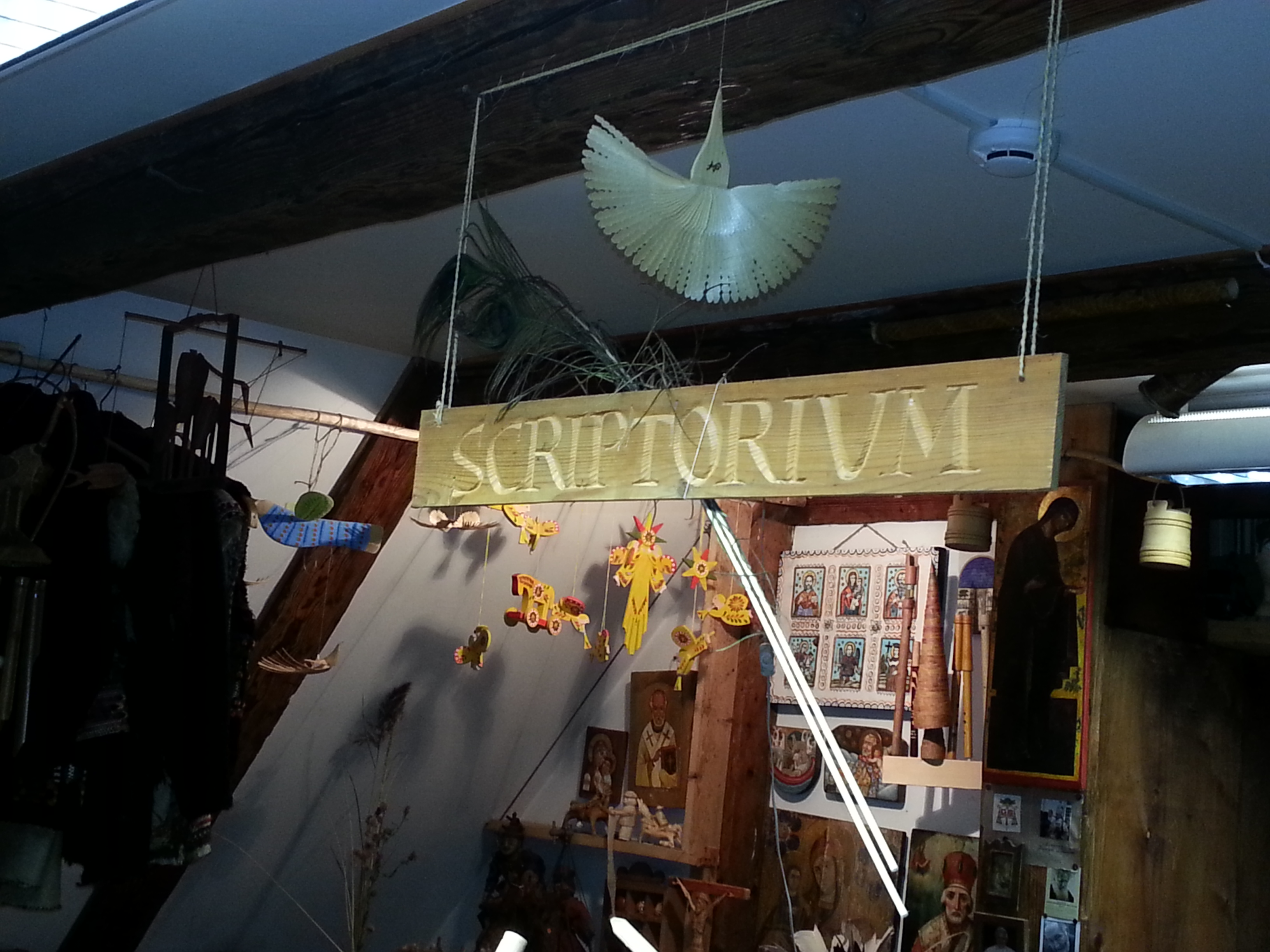
Одна з експозицій в Українському культурному центрі